# Eiphosoma nigrovittatum
Eiphosoma nigrovittatum là một loài tò vò trong họ Ichneumonidae.